# Ардханари

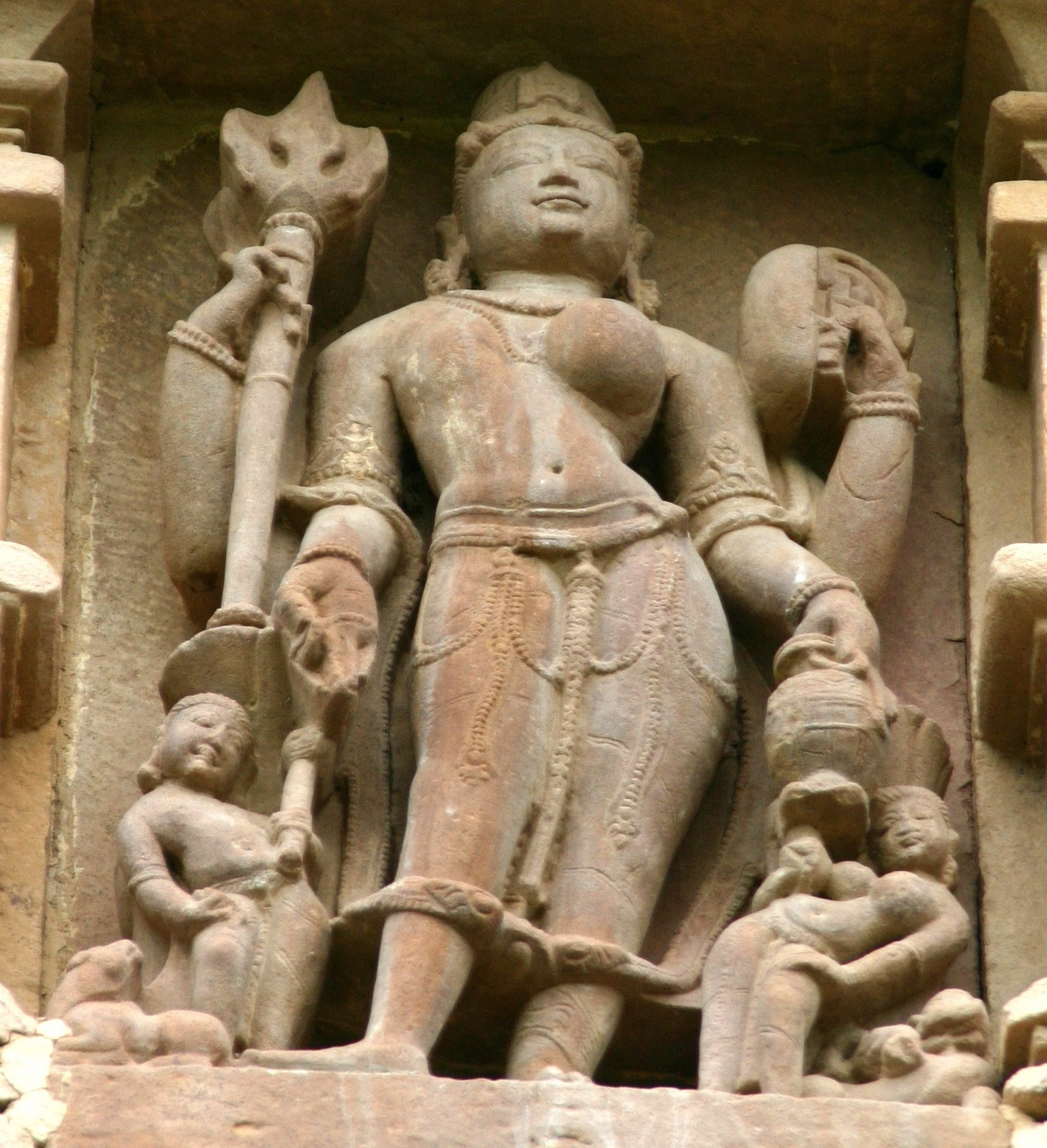
Скульптура Ардханари. Кхаджурахо, Мадхья-Прадеш, Индия, X в.

Ардханари или Ардханаришвара (санскр. अर्धनारीश्वर, IAST: Ardhanārīśvara) — андрогинное индуистское божество, объединённая форма божества Шивы и его супруги богини Парвати (также известной под именами Деви, Шакти и Ума). Ардханаришвара изображается как наполовину мужчина — наполовину женщина. Как правило, правая сторона божества изображается как Шива, а левая — как Парвати. Мифология Ардханаришвары изложена в Пуранах.
Истоки божества Ардханаришвары следует искать в гермафродитных фигурах древнеиндийской культуры. Самые ранние изображения Ардханаришвары датируются периодом Кушанского царства. Иконография Ардханаришвары постепенно развивалась и достигла своего расцвета в период Гуптов. Хотя Ардханаришвара продолжает оставаться одной из популярных иконографических форм в шиваитском религиозном искусстве, существует очень мало храмов, посвящённых этому божеству.
Ардханаришвара олицетворяет синтез мужской и женской энергий вселенной (Пуруши и Пракрити) и показывает, как мужская форма Бога — Шива, неотделима от женской формы — Шакти, и наоборот. Единение этих двух форм провозглашается корнем всего мироздания. Согласно другой трактовке, Ардханаришвара символизирует всепроникающую природу Шивы.
Это состояние и телесные изменения упоминаются в книге Уппалури Кришнамурти (Юджи) «Биология просветления» - "Я ощущал, что эта нога немного мягче, чем правая нога… Когда я на ней стоял, меня вдруг тянуло к мужчинам… Когда я менял ногу, меня больше привлекали женщины. Так что я пробовал это несколько раз.. Барри: Как на изображении того, что они называют ардханаришвара — наполовину Шива, наполовину Парвати…"